# Кіхо

Кіхо́ (яп. 紀宝町, きほうちょう, МФА: [kʲihoː t͡ɕoː]?) — містечко в Японії, в повіті Мінамі-Муро префектури Міє. Розташоване в південній частині префектури, на березі Тихого океану. Отримало статус містечка 2006 року. Площа становить 79,66 км². Станом на 1 серпня 2011 року населення складало 11 716  осіб, густота населення — 147 осіб/км².   